# Arne Reetz
Arne Reetz (* 18. April 1989 in Dresden) ist ein ehemaliger deutscher Fußballspieler. Er spielte als Verteidiger.

## Karriere
Reetz begann mit dem Fußball bei Dynamo Dresden und spielte im Jugendbereich in der Landesauswahl sowie Berufung zum DFB Auswahllehrgang. In der A-Jugend wechselte er zum SC Borea Dresden und wurde 2008 in die Profi-Mannschaft befördert. Nach einem Jahr in der Oberliga NOFV-Süd für Borea, wechselte er in die Amateurmannschaft der SG Dynamo Dresden, für Dynamo erzielte er in 17 Spielen zwei Tore. Im Juli 2009 kehrte er zum SC Borea Dresden zurück. Am 27. Juli 2011 verließ er Borea erneut und wechselte an die Kernberge zum FC Carl Zeiss Jena, wo er anfangs in der zweiten Mannschaft zum Einsatz kam. Am 16. Spieltag der Saison 2011/12 gab er sein Debüt in der 3. Liga für Jena, beim Auswärtsspiel am 4. November 2011 gegen SV Darmstadt 98. Nach lediglich zwei Drittligaeinsätzen wurde sein Vertrag mit dem FC Carl Zeiss am 26. Januar 2012 aufgelöst. Anfang Februar 2012 unterschrieb Reetz einen Vertrag mit dem Heidenauer SV in der Sachsenliga, mit dem ihm der Aufstieg in die Oberliga Nordost gelang. Nach dem erfolgreichen Klassenerhalt des HSV in der Saison 2012/13, zu dem Reetz sechs Tore beitrug, wechselte er im Sommer 2013 zum Ligarivalen FSV Budissa Bautzen. Mit dem FSV wurde er in der Saison 2013/14 Oberligameister und stieg in die Regionalliga auf. Reetz verließ den Verein allerdings und kehrte zur Reserve des FC Carl Zeiss Jena zurück. Nach Auflösung der Reservemannschaft wechselte er 2016 zu FC Einheit Rudolstadt.